# Euptychia clorimena
Euptychia clorimena är en fjärilsart som beskrevs av Stoll 1790. Euptychia clorimena ingår i släktet Euptychia och familjen praktfjärilar. Inga underarter finns listade i Catalogue of Life.